# Goat (film, 2016)
Pour les articles homonymes, voir Goat.
Pour plus de détails, voir Fiche technique et Distribution.
Goat est un film dramatique américain réalisé par Andrew Neel et sorti en 2016, adaptation du roman autobiographique de Brad Land Goat : A Memoir.

## Synopsis
Après une terrible agression, Brad Land, un jeune homme de 19 ans, cherche à intégrer la fraternité à laquelle appartenait son frère aîné. Au nom de la fraternité, il devra affronter un bizutage cruel, qui ne sera pas sans conséquences sur lui ou sur ses camarades.

## Fiche technique
- Réalisation : Andrew Neel
- Scénario : David Gordon Green, Andrew Neel, Mike Roberts, d'après l'œuvre de Brad Land
- Décors : Akin McKenzie
- Costumes : Sara Mae Burton
- Montage : Brad Turner
- Photographie : Ethan Palmer
- Production : Akin Mc Kenzie
- Sociétés de production : Killer Films, RabbitBandini Productions, Fresh Jade
- Pays de production : États-Unis
- Langue originale : anglais
- Genre : Drame
- Durée : 96 minutes
- Dates de sortie : 
  - États-Unis : 22 janvier 2016 (Festival du film de Sundance)

## Distribution
Sauf indication contraire, les informations mentionnées dans cette section peuvent être confirmées par la base de données cinématographiques IMDb,  présente dans la section « Liens externes ».
Casting : Allociné
- Ben Schnetzer (VF : François Santucci) : Brad Land
- Nick Jonas (VF : Hugo Brunswick) : Brett Land
- James Franco (VF : Anatole de Bodinat) : Mitch
- Virginia Gardner : Leah
- Chase Crawford : Goat Boy
- Jake Picking (en) : Dixon Rowley
- Will Pullen (VF : Romain Altché) : The Smile
- Patrick Murney : Jason
- Brock Yurich (VF : Gilduin Tissier) : Wes
- Gus Halper (VF : Donald Reignoux) : Chance
- Jeff Grdina : Extra
- Jon Osbeck : Provost
- Eric Staves (VF : Stanislas Forlani) : Ben Baity
- Denise Dal Vera : Mom
- Lauren Knutson : Michelle
- Sydney Vollmer : Stacy
- Jenny Marie Mitchell : Sara
- Kévin Crawley (VF : Patrick Béthune) : l'inspecteur Burke

 Source et légende : version française (VF) sur RS Doublage